# جنگلبان جوان و گوزن بادپا
جنگلبان جوان و گوزن بادپا با نام اصلیِ ماجراهای شکاربانی به‌نام روباتکا و گوزنی به‌نام ویترنیک (چکی: O hajném Robátkovi a jelenu Větrníkovi) یک مجموعهٔ پویانمایی فانتزی محصول کشور چکسلواکی است که در سال ۱۹۷۸ منتشر شد.
این مجموعهٔ کارتونی در ۱۳ قسمت تهیه شده بود و در دههٔ ۶۰ خورشیدی از برنامه کودکان و نوجوان ایران هم پخش شد.